# La Veu de Catalunya
La Veu de Catalunya fue un diario en catalán publicado en Barcelona entre 1899 y 1937. El periódico, propiedad de la Liga Regionalista, ejerció como órgano del partido y constituyó una de las principales publicaciones catalanistas. Se publicaban dos ediciones diarias y estaba escrito íntegramente en catalán. Desapareció tras el estallido de la Guerra civil.

## Historia
Su orígenes se remontan al semanario literario y político fundado por Narcís Verdaguer, Joaquim Cabot, y Jaume Collell el 11 de enero de 1891.
Este semanario tenía una doble vertiente: literaria y política, con una clara voluntad de despertar la conciencia del pueblo catalán. Buena parte de sus redactores y colaboradores pasarían a ser las principales figuras políticas y periodísticas de la futura Veu diaria. Sería el caso de Francesc Cambó, Lluís Duran, Josep Puig, Joaquín Rubió, Joan Sardà. La edición como semanario desapareció en la Navidad de 1898. Se inicia la edición diaria bajo la redacción de Enric Prat de la Riba con una orientación eminentemente política y defensor del programa de la Liga Regionalista. El 1 de enero de 1899 apareció el primer número del nuevo diario.
Es destacable la influencia que tuvo La Veu en el periodismo de principios del siglo XX. En sus páginas escribieron políticos, escritores, y periodistas como Enric Prat de la Riba, Francesc Cambó, Raimon Casellas, lldefons Sunyol, Prudenci Bertrana, Josep Maria Junoy, Eugenio d'Ors (con el pseudónimo de Xènius), Josep Pla, Jaume Bofill (Puck, Guerau de Liost, One), Josep Carner (Bellafila, Caliban, Two), Manuel Brunet, Joan Costa y Deu, Carlos Sentís, Irene Polo, Ignasi Agustí y Ferran Agulló (Pol).

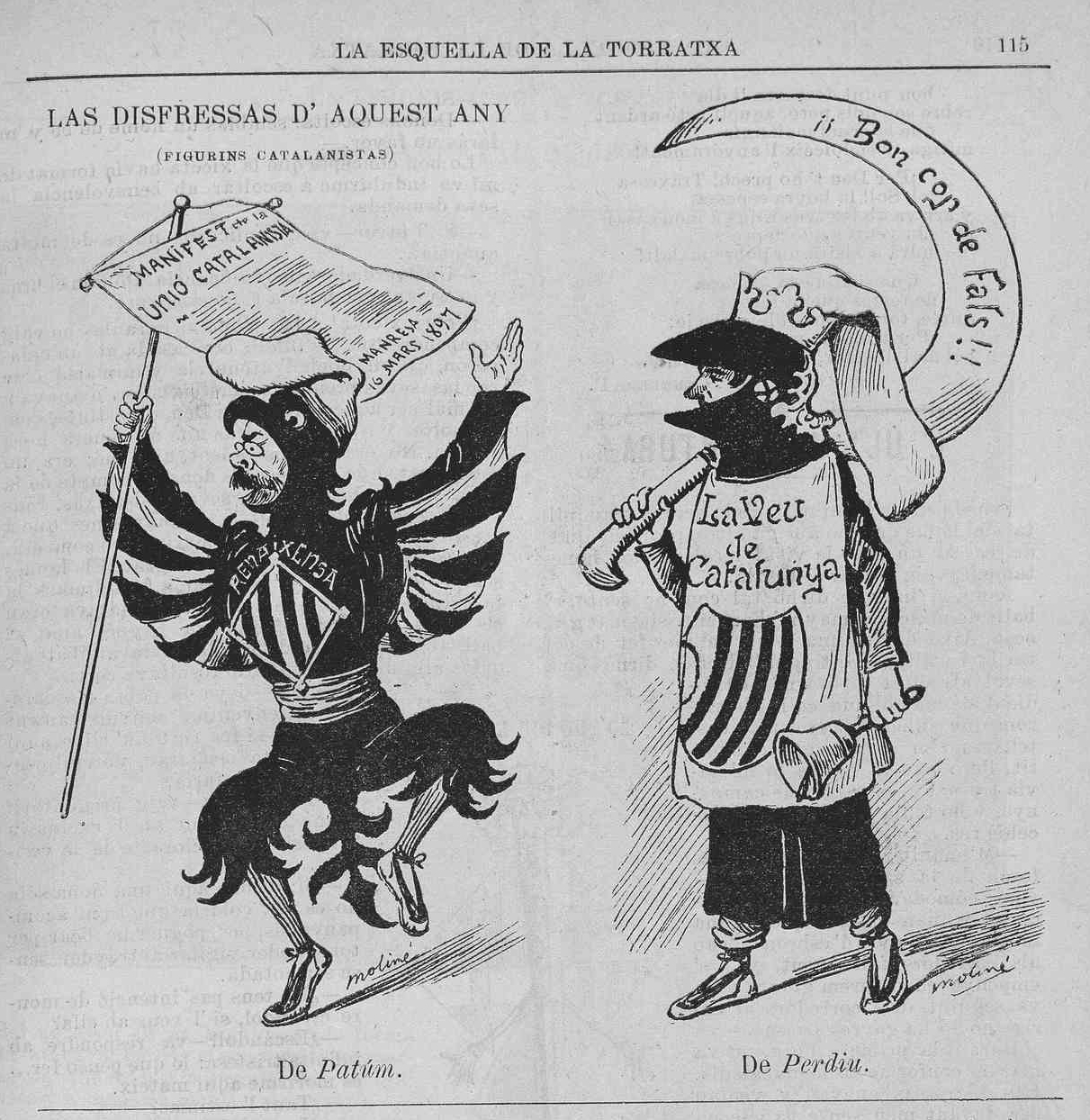
Caricatura de La Esquella de la Torratxa (1900) con referencias a La Renaixensa y La Veu de Catalunya

Cabe destacar la importancia de las páginas literarias, así como la colaboración de Xènius con Glosario y los versos de Josep Carner Rims de l'hora.
También pasaron por su dirección Josep Morató, Joaquim Pellicena y Ramón de Abadal. Estuvo suspendido por artículos publicados en 1900, 1901, y 1902, y con motivo de la Asamblea de Parlamentarios (1917), para evitar que los parlamentarios tuvieran una tribuna pública escrita. De todas maneras, acabó publicándose con varios nombres (La Creu de Catalunya, Diari de Catalunya, La Veu de Barcelona, El Poble Català, Baluard de Sitges, Costa de Ponent) para poder evadir la prohibición. Un grupo de militares asaltó la redacción el 25 de noviembre de 1905, lo que hoy se conoce como hechos del ¡Cu-Cut!, y que fue el inicio de un proceso de represión al catalanismo a través de la Ley de Jurisdicciones, lo que estimuló la creación de la Solidaritat Catalana, una alianza de partidos catalanes que pasaría a ser triunfadora en las elecciones de 1907. 
Durante la Primera Guerra Mundial el diario mantuvo una línea editorial germanófila.
Entre 1933 y 1934 llegó a lanzar una edición vespertina, La Veu del Vespre, si bien esta no tuvo mucho éxito.
Hacia 1935 el diario tenía una tirada de 40 000 ejemplares.
Pocos días después de haber sido derrotado el alzamiento militar del 17 de julio de 1936 que desencadenó la guerra civil y la Revolución social, La Veu es incautada el 22 de julio por la Generalidad de Cataluña que mantiene su nombre y comienza a editarlo como Diari de l'autonomía y la República. Más tarde, el 8 de septiembre del mismo año pasa a ser controlado por el Comité Obrero formado por sus propios trabajadores como así queda reflejado en portada y subtítulo. Con posterioridad pasaría a control de la CNT, que lo siguió editando como La Veu de Catalunya. El diario dejó de editarse el 8 de enero de 1937, siendo 12.651 su último número.
Tras el final de la contienda, la dictadura franquista se incautó de las antiguas instalaciones de la Veu de Catalunya.

## Fondo documental en el AHCB
El Archivo Histórico de la Ciudad de Barcelona (AHCB) conserva en sus fondos 395 dibujos originales de Valentí Castanys que fueron publicados en las páginas de La Veu de Catalunya, entre el 1 de noviembre de 1933 y el 3 de enero de 1936. Aquel 1 de noviembre aparece el anuncio, en nota destacada, de la nueva colaboración en La Veu de Catalunya de Valentí Castanys, y resalta sus notables cualidades como caricaturista.
Esta colección, donada al AHCB por La Veu de Catalunya el año 1936, se caracteriza por tratarse de dibujos a pluma con tinta china, de trazo limpio y seguro, de cuidada técnica y formato muy similar, en los que se representan caricaturizaciones inconfundibles de los principales protagonistas de la vida política del país, durante los convulsos años de la Segunda República.